# Asker
Asker é uma comuna da Noruega, com 100 km² de área e 50 651 habitantes (censo de 2004).         
O rei Haroldo V nasceu em Asker, em 1937.